# Erigonoplus minaretifer
Erigonoplus minaretifer is een spinnensoort in de taxonomische indeling van de hangmatspinnen (Linyphiidae).
Het dier behoort tot het geslacht Erigonoplus. De wetenschappelijke naam van de soort werd voor het eerst geldig gepubliceerd in 1986 door Kirill Yuryevich Eskov.